# Consonne affriquée rétroflexe voisée
Cette page contient des caractères spéciaux ou non latins. S’ils s’affichent mal (▯, ?, etc.), consultez la page d’aide Unicode.
La consonne affriquée rétroflexe voisée est un son consonantique assez peu fréquent dans les langues parlées. Son symbole dans l'alphabet phonétique international est [ɖ͡ʐ].

## Caractéristiques
Voici les caractéristiques de la consonne affriquée rétroflexe voisée :
- Son mode d'articulation est affriqué, ce qui signifie qu’elle est produite en empêchant d'abord l'air de passer, puis le relâchant à travers une voie étroite, causant de la turbulence.
- Son point d’articulation est rétroflexe, ce qui signifie qu'elle est articulée avec la pointe de la langue retournée contre le palais.
- Sa phonation est voisée, ce qui signifie que les cordes vocales vibrent lors de l’articulation.
- C'est une consonne orale, ce qui signifie que l'air ne s’échappe que par la bouche.
- C'est une consonne centrale, ce qui signifie qu’elle est produite en laissant l'air passer au-dessus du milieu de la langue, plutôt que par les côtés.
- Son mécanisme de courant d'air est égressif pulmonaire, ce qui signifie qu'elle est articulée en poussant l'air par les poumons et à travers le chenal vocatoire, plutôt que par la glotte ou la bouche.

## Symboles de l'API
Son symbole complet dans l'alphabet phonétique international est ɖ͡ʐ, représentant un D minuscule dans l'alphabet latin, suivi d'un Z minuscule, tous deux diacrités d'un crochet rétroflexe (descendant vers la droite, accroché à l’extrémité inférieure) et reliés par un tirant. Une alternative simplifiée est de n'employer le crochet rétroflexe que pour le Z. Le tirant est souvent omis quand cela ne crée pas d'ambiguïté.
| ɖ͡ʐ                         | ɖʐ                           | d͡ʐ                       | dʐ                         |
| Avec d diacrité et tirant. | Avec d diacrité sans tirant. | Avec d normal et tirant. | Avec d normal sans tirant. |

## En français
Le français ne possède pas le [ɖ͡ʐ].

## Autres langues
- En malgache, il s'écrit dr.
- Le wu possède également cette consonne.